# Lexington, Illinois
Lexington är en ort i McLean County i Illinois. Vid 2010 års folkräkning hade Lexington 2 060 invånare.